# Yasuyuki Muneta
Yasuyuki Muneta (jap. 棟田康幸, Muneta Yasuyuki; * 10. Februar 1981) ist ein ehemaliger japanischer Judoka. Er war 2003 Weltmeister im Schwergewicht und 2007 in der offenen Klasse.

## Karriere
Der 1,72 m große Muneta war 1998 Zweiter der Juniorenweltmeisterschaften im Schwergewicht. 1999 siegte er beim Jigoro Kano Cup und bei der Universiade. Anfang 2000 gewann er das Tournoi de Paris. Im gleichen Jahr siegte er bei den Asienmeisterschaften und bei den Studentenweltmeisterschaften. 2001 belegte er den siebten Platz in der offenen Klasse bei den Weltmeisterschaften in München. 2002 gewann Muneta die japanischen Meisterschaften im Schwergewicht und belegte den zweiten Platz in der offenen Klasse. Bei den Asienspielen 2002 gewann er im Schwergewicht, im Finale bezwang er den Iraner Sayed Mahmoud Miran. 2003 siegte er nach 1999 zum zweiten Mal beim Jigoro Kano Cup und einen Monat später beim Tournoi de Paris. Bei den Weltmeisterschaften in Osaka bezwang er im Viertelfinale Sayed Mahmoud Miran, im Halbfinale Jewhen Sotnikow aus der Ukraine und im Finale Dennis van der Geest aus den Niederlanden. 2004 belegte er bei den japanischen Meisterschaften den zweiten Platz im Schwergewicht und den dritten Platz in der offenen Klasse. Bei den Olympischen Spielen 2004 in Athen trat Keiji Suzuki für Japan im Schwergewicht an, der japanische Meister in der offenen Klasse.
2005 trat Muneta bei den Weltmeisterschaften in Kairo im Schwergewicht an. Er bezwang im Viertelfinale den Georgier Lascha Gudschedschiani und im Halbfinale den Kubaner Óscar Brayson, im Finale unterlag Muneta dem Russen Alexander Michailin. 2006 siegte Muneta bei den japanischen Meisterschaften im Schwergewicht. Bei den Asienspielen 2006 verteidigte er seinen Titel im Schwergewicht durch einen Finalsieg gegen den Iraner Mohamed Reza Rodaki. Nach einer Wettkampfpause trat Muneta bei den Weltmeisterschaften 2007 in Rio de Janeiro in der offenen Klasse an. Er besiegte im Viertelfinale den Franzosen Matthieu Bataille, im Halbfinale den Usbeken Abdullo Tangriyev und im Finale den Weißrussen Juri Rybak. Anfang 2008 gewann er den Weltcup in Hamburg, es war sein letzter großer Turniersieg. Muneta blieb noch bis 2013 aktiv, war aber nicht mehr so erfolgreich wie in den Jahren 2002 bis 2007.